# Klagenfurt am Wörthersee
Klagenfurt am Wörthersee (AFI: [ˈklaːɡn̩fʊʁt ʔam ˈvœʁtɐzeː]; in austro-bavarese Klognfuat; in sloveno Celovec; in croato Celovac; Clanforte in italiano storico; in friulano Clanfurt) è una città dell'Austria di 104 862 abitanti, capoluogo della Carinzia.

## Geografia fisica
La città sorge al centro della Carinzia, a circa 60 km dal confine italiano ed è bagnata dal lago di Wörth.
Il centro della città si trova a un'altitudine di circa 450 m sul livello del mare; il punto più alto all'interno del comune è l'Ulrichsberg a 1022 m sul livello del mare, mentre il più basso è il Gurkerbrücke (420 m) al confine orientale della città.
Circa un terzo dei 120 km² di superficie comunale è destinato a terreni agricoli (33,4%) e a foreste (32,9%). Il 19,3% della superficie di Klagenfurt è utilizzato come terreno edificabile, il 2,2% come acqua e l'1,3% come giardini. Il restante 10,9% rientra nella categoria "altri tipi di utilizzo", che comprende vie di comunicazione, aree di estrazione e terreni incolti.
Il mare Adriatico dista solo 150 chilometri da Klagenfurt; Trieste è raggiungibile in autostrada in circa due ore.

## Storia
Fondata lungo il fiume Glan dal duca di Carinzia, a protezione del crocevia delle rotte commerciali in direzione est-ovest e nord-sud, tra il 1193 e il 1199 Klagenfurt viene nominata per la prima volta in un documento con il nome di Forum Chlagenvurth. L'area occupata dal centro abitato si trovava in una zona alluvionale del fiume e fu allagata numerose volte; ciò indusse, nel 1246 il duca Bernardo di Spanheim a rifondare la città in una zona più sicura.
Klagenfurt si sviluppò attorno all'attuale Alter Platz ( "vecchia piazza") e ottenne i diritti civici nel 1252. Nei secoli successivi la città fu devastata da incendi, terremoti, invasioni di cavallette e dalla Guerra dei contadini. Nel 1514 un incendio distrusse quasi completamente la città e l'imperatore Massimiliano I, non avendo denaro per ricostruirla, la donò all'Assemblea Regionale, caso unico nella storia dell'Impero.
L'Assemblea ricostruì, modernizzò e ingrandì la città e molti esponenti della nobiltà eressero i loro palazzi a Klagenfurt. Nel 1592 l'architetto italiano Domenico dell'Allio realizzò il Neuer Platz, il nuovo centro cittadino e una nuova cinta muraria. Il religioso agostiniano svizzero Giovanni Antonio Gambazzi (1574-1662) di Novaggio fu designato quale Deputato dell'Arciducato di Carinzia con sede in città e con il titolo di abate mitrato.

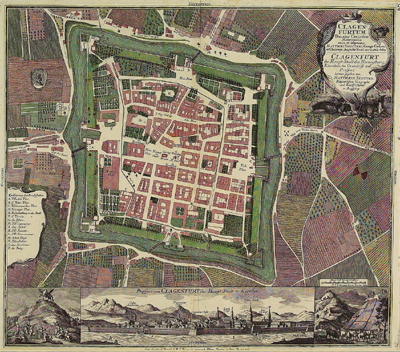
Klagenfurt intorno al 1735

Nel 1809 le truppe francesi guidate da Napoleone smantellarono le mura cittadine di cui oggi resta solo un piccolo tratto.
Nel 1863 l'arrivo della ferrovia diede una forte spinta all'economia, facendo della città il centro di riferimento della regione.
Nel 1919 la città fu occupata dall'esercito del Regno dei Serbi, Croati e Sloveni che rivendicava la sovranità sulla parte meridionale della Carinzia. Nel 1920 le forze di occupazione  si ritirarono dal centro cittadino, retrocedendo nei sobborghi meridionali come Viktring ed Ebenthal. Esse infine si ritirarono definitivamente oltre confine, dopo il plebiscito carinziano dell'ottobre 1920, col quale la maggioranza della popolazione decise che la città avrebbe dovuto rimanere parte dell'Austria.
Nel 1938 la popolazione aumentò di più del 50% a causa dell'incorporazione dei comuni limitrofi di Sankt Ruprecht, Sankt Peter, Annabichl e Sankt Martin. Durante la seconda guerra mondiale la città fu bombardata per ben 41 volte. I bombardamenti uccisero complessivamente 612 persone e rasero al suolo 443 edifici, danneggiandone altri 1.132. Alla fine del conflitto furono ben oltre 110.000 i metri cubi di macerie che dovettero essere rimossi prima di poter ricostruire la città. Nel 1945, alla fine del secondo conflitto mondiale, per la seconda volta gli jugoslavi tentarono l'annessione della parte meridionale della regione, ma, dopo un altro plebiscito che ebbe lo stesso esito, dovettero ugualmente rinunciare.

## Monumenti e luoghi d'interesse

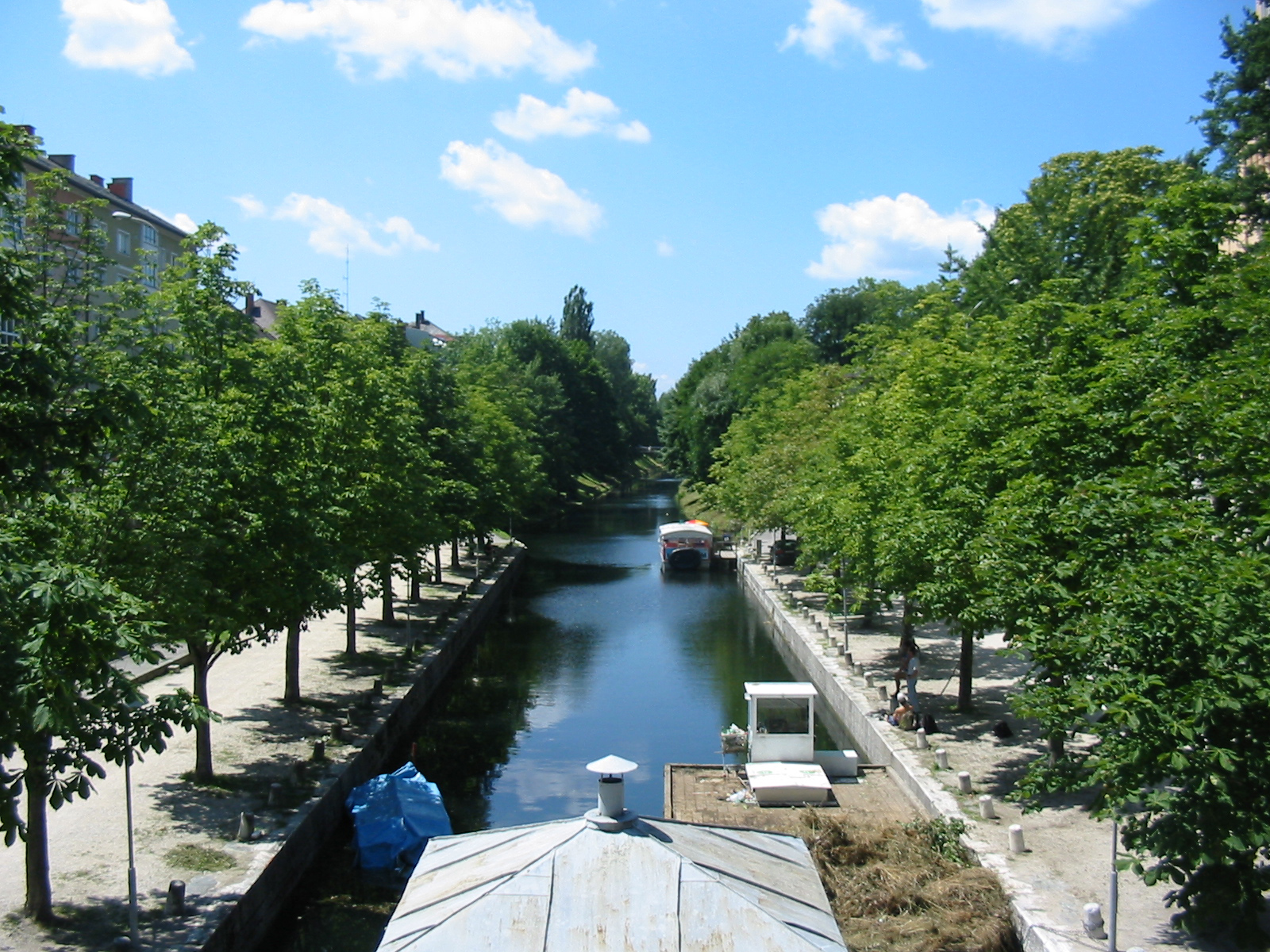
Vista del Lendkanal, che parte dal centro storico in direzione del Wörthersee

Il centro storico di Klagenfurth dista qualche chilometro dalla riva del Wörthersee. La città moderna invece si amplia fino a lambire il lago. Nel centro della città si trovano due canali costruiti artificialmente nel XVI secolo: il Lendkanal, che collega il centro con il lago Wörthersee, e il Feuerbach, che è stato quasi completamente assorbito dal sistema fognario sotterraneo della città. Fra i monumenti più importanti, si ricordano:
- Alter Platz. La "piazza Vecchia" è effettivamente una larga e lunga via pedonale, chiusa da bei palazzi antichi fra cui il Rathaus, municipio del XVII secolo, dal cortile a portici rinascimentale. Vi s'innalza la Dreifaltigkeitssäule, colonna della Trinità, risalente al 1683 che alla sommità presenta una mezzaluna dorata simbolo della vittoria sui turchi.
- Lindwurmbrunnen. La "fontana del drago" raffigurante il leggendario drago, un lindworm, che avrebbe occupato il luogo su cui poi sorse la città. Sembra originato dal ritrovamento di ossa di rinoceronte lanoso dell'era glaciale. Una leggenda dice che il drago agiterà la coda al passaggio di una ragazza onesta.
- Landhaus, antico palazzo del governo regionale, esempio di architettura rinascimentale in Austria.
- Duomo di Klagenfurt, grande chiesa barocca sorta come parrocchiale protestante e poi trasformata dai gesuiti a partire dal 1604. Presenta un interno dalla sontuosa decorazione barocca di stucchi e affreschi.
- Stadtpfarrkirche Sankt Ägyd. La chiesa parrocchiale di Sant'Egidio è in stile gotico nel XIII secolo e poi rifatta in stile barocco dal 1692. Presenta una slanciata torre sulla facciata dalla copertura a bulbo barocco, alta 91,70 metri.
- Heiligengeistkirche. La "chiesa dello Spirito Santo", altro edificio barocco dall'alta torre (91 metri) sulla facciata.
- Palazzo Goëss.
- Spiaggia sul Wörthersee.
- Torre panoramica sul Kreuzbergl con l'osservatorio dell'AVK.
- Giardino botanico.
- Abbazia di Viktring.
- Castelli di Tentschach e Hallegg.

## Cultura

### Musei
- Landesmuseum Kärnten: È un'importante istituzione scientifica in quanto ospita la biblioteca di Stato, scienziati e una casa editrice. Le collezioni del museo sono suddivise tra archeologia, arte, storia, folclore, botanica, zoologia, geologia, mineralogia e strumenti musicali. Il Parkmuseum, che circonda il museo, espone statue romane e reperti lapidari provenienti dagli scavi del sito archeologico di Zollfeld, dove sorgeva la città romana di Virunum.
- Stadtgalerie Klagenfurt, inaugurata nel 1996, presenta mostre temporanee di arte moderna e contemporanea. Qui sono state esposte opere di Gustav Klimt, Egon Schiele, Oskar Kokoschka, Giorgio Morandi, Lyonel Feininger, Man Ray, Jean-Michel Basquiat, Paul Klee, Daniel Spoerri, Jean Tinguely, Meret Oppenheim e Max Ernst.
- Museum Moderner Kunst Kärnten espone su quasi 1.000 m² di superficie. Le mostre sono singole o multiple, relative all'arte moderna e contemporanea. Le opere provengono dalla collezione dello stato della Carinzia. Comprendono opere di artisti regionali e internazionali del XX e XXI secolo, come Hans Bischoffshausen, Kiki Kogelnik, Maria Lassnig, Hermann Nitsch, Hans Staudacher e un rappresentante della nuova generazione, Hans Schabus. La Burgkapelle (cappella del castello) può essere utilizzata dai giovani artisti per presentare le loro opere, mentre l'Arkadengang (corridoio del porticato) presenta diversi oggetti e sculture.
- Museo diocesano situato accanto al duomo, è il più antico del suo genere in Austria. Presenta preziosi oggetti di arte sacra carinziana dal Medioevo al XVIII secolo. Alcuni reperti sono di particolare importanza, come le vetrate colorate più antiche dell'Austria o la "Magdalenenscheibe" di Weitensfeld im Gurktal, un dipinto su vetro risalente al 1170.
- Centro botanico della Carinzia

### Altro
- Reptilienzoo Happ, è il più grande rettilario dell'Austria con un'estensione di circa 4.000 m². Al suo interno ospita circa 1.000 animali appartenenti alle classi dei rettili e insetti.

## Società

### Evoluzione demografica
|                                  |
| Evoluzione demografica 1869–2008 |

## Economia
Klagenfurt è il più importante polo economico carinziano. Il fulcro è costituito dall'industria leggera, il commercio, l'artigianato e il turismo; sono presenti anche sedi di multinazionali come Siemens e Philips.

## Infrastrutture e trasporti
Klagenfurt è raggiungibile tramite l'autostrada A2 Süd Autobahn, molto utilizzata dai turisti italiani diretti verso Vienna e Budapest. Il distretto di Klagenfurt adotta come targa automobilistica la sigla "K". La stazione ferroviaria di Klagenfurt (Klagenfurt Hauptbahnhof) è uno dei nodi principali del traffico ferroviario del sud dell'Austria. La città è, inoltre, servita dall'aeroporto di Klagenfurt.

## Sport
Il 4 giugno 1990 la 14ª tappa del Giro d'Italia si è conclusa a Klagenfurt con la vittoria dell'australiano Allan Peiper. Lo stadio di Klagenfurt, il Wörthersee Stadion, impianto utilizzato dallo Sportklub Austria Klagenfurt, è uno degli otto impianti che ha ospitato gli Europei di calcio del 2008 di Svizzera e Austria.

## Amministrazione

### Gemellaggi
Klagenfurt am Wörthersee è gemellata con:
| - Wiesbaden, dal 1930 - Rzeszów, dal 1975 - Dušanbe, dal 1973 - Černivci, dal 1992 - Dachau, dal 1974 - Dessau-Roßlau, dal 1970 - Gladsaxe, dal 1969 - Gorizia, dal 1965 | Laval , dal 2005 Nanning , dal 2001 Nof HaGalil , dal 1992 Nova Gorica , dal 1965 Sibiu , dal 1996 [ 6 ] Tarragona , dal 1994 [ 7 ] Zalaegerszeg , dal 1990 |

### Città amiche
- Udine, dal 2001

## Nella cultura di massa
- Klagenfurt è servita da ambientazione esterna per le riprese del film del 1960 Jovanka e le altre.
- Alla città è stato intitolato l'asteroide del sistema solare 19914 Klagenfurt.